# 1187 Afra
1187 Afra је астероид главног астероидног појаса. Приближан пречник астероида је 31,83 ,
а средња удаљеност астероида од Сунца износи 2,639 астрономских јединица (АЈ).
Инклинација (нагиб) орбите у односу на раван еклиптике је 10,726 степени, а орбитални период износи 1566,052 дана (4,287 године). Ексцентрицитет орбите астероида износи 0,222.
Апсолутна магнитуда астероида износи 11,30 а геометријски албедо 0,052.
Астероид је откривен 6. децембра 1929. године.